# Le Cid (film)
Pour les articles homonymes, voir Le Cid.
Pour plus de détails, voir Fiche technique et Distribution.
Le Cid (El Cid) est un film italo-américain d'épopée historique réalisé par Anthony Mann, sorti en 1961.
Le film se déroule au XIe siècle dans l’Espagne, envahie par les Maures, qui est en proie à des luttes internes pour le pouvoir. La légende nous parle du condottiere Rodrigo Díaz de Vivar, dit le Cid Campeador, comme du plus grand héros sur cette terre.

## Synopsis
Au cours du voyage qui doit le ramener chez lui pour se marier avec la belle Chimène, Rodrigue capture quelques chefs maures qui, à l’appel du sanguinaire et sournois Ben Youssouf, tyrannisent la péninsule espagnole. Rodrigue conduit les prisonniers chez son père, qui laisse cependant à son fils le soin de décider de leur sort. Rodrigue leur rend la liberté à la condition qu’ils ne fassent plus la guerre à l’Espagne et aux terres du roi Ferdinand. C’est alors qu’un des chefs maures (Mutaman) le fait entrer dans l’histoire en lui donnant comme surnom Le Cid (mon Seigneur) pour le remercier de sa clémence.
Arrive sur les lieux le comte Ordonez qui vient réclamer les prisonniers au nom du roi Ferdinand. Rodrigue refuse de les lui remettre ce qui lui vaut devant le roi et sa cour une honteuse accusation de trahison. Même le père de Chimène (le champion du roi) est contre lui, avec ce résultat que Rodrigue le tue dans un duel à mort à l’épée, forçant Chimène à le haïr.
Un autre combat à mort dans un duel judiciaire à mort (une ordalie) contre Don Martin, le champion du roi Ramirez, pour la possession de la ville de Calahorra, fera retrouver à Rodrigue son honneur perdu et la main de Chimène, mais non son amour. Ce duel lui vaut le surnom de Campeador, ce qui signifie "celui qui se distingue sur le champ de bataille".
La mort du roi Ferdinand, devenu un vieil homme, donne lieu à des conflits pour le pouvoir entre les deux infants, les princes Alphonse, Sancho et leur sœur doña Urraca, reine des intrigues. Rodrigue veut rester neutre, mais lorsque le prince Alphonse fait assassiner son frère Sancho par un tueur à sa solde, Rodrigue commence par tuer ce dernier puis intervient pendant la cérémonie de couronnement du nouveau roi, humiliant Alphonse, le prétendant au trône, en lui faisant jurer sur la Bible qu’il n’a pas trempé dans l’assassinat de son frère. Cette action vaut à Rodrigue l’exil à vie et la confiscation de tous ses biens. C’est alors que Chimène comprend la grandeur de Rodrigue et l’accompagne en exil.
Après une nuit passée dans une grange avec Chimène, Rodrigue se retrouve au milieu d’une foule d’Espagnols qui chantent son nom et il ne peut s’empêcher de prendre la tête de ces hommes au nom de l’Espagne. Pendant ce temps, la ville côtière de Valence est tombée aux mains de Ben Youssouf et de ses partisans; l’armée de Rodrigue l’assiège et la libère, alors que le roi Alphonse est vaincu dans la plaine de Sagrajas (1086). Mais le souverain rejette sur Rodrigue la responsabilité de la défaite puisqu’il n’était pas à ses côtés pour combattre les Maures et en représailles il emprisonne Chimène ; cependant le comte Ordonez la libère pour la ramener à son mari dont il prend le parti.
Les années passant, les Maures se réorganisent sous la direction de Ben Youssouf et, grâce à des renforts arrivés par mer, ils encerclent à leur tour Valence pour la dernière bataille importante (1094).
Le premier jour de la bataille, qui tourne en faveur des Espagnols, Rodrigue est mortellement blessé au cœur par une flèche, ce qui jette ses hommes dans la panique. À la fin de la journée, le roi Alphonse, se rendant enfin compte de la réalité, se précipite à son secours pour sauver le dernier rempart de l’Espagne. Avant de mourir, Rodrigue demande à sa femme de le faire participer à tout prix à la poursuite de la bataille qui aura lieu au lever du soleil, afin que ses troupes ne s’abandonnent pas au désespoir. Accroché à un support de fer caché par ses vêtements, Rodrigue Diaz de Bivar, connu sous le nom de El Cid Campeador, entre bien qu’il soit mort sur le champ de bataille, semant la panique parmi les Maures qui se voyaient déjà vainqueurs et couronne ainsi sa légende.

## Fiche technique
- Titre original : El Cid
- Titre français : Le Cid
- Réalisation : Anthony Mann
- Scénario : Frederic M. Frank, Ben Barzman et Philip Yordan
- Direction artistique : Veniero Colasanti, John Moore (en)
- Décors : Maciek Piotrowski
- Costumes : Veniero Colasanti, John Moore
- Photographie : Robert Krasker
- Son : Jack Solomon
- Montage : Robert Lawrence
- Musique : Miklós Rózsa
- Production : Samuel Bronston, Jaime Prades et Michal Waszynski
- Sociétés de production : Samuel Bronston Productions (en) (États-Unis), Dear Film Produzione (Italie)
- Sociétés de distribution : Allied Artists[1] (États-Unis), The Rank Organisation[1] (Royaume-Uni), Prodis[2] (France), Midi Cinéma Location (France)[3], Paris Nord Distribution (France)[3], Argos Films (France)[3], Les Films Grandvilliers (France)[3], Jean-Paul De Vidas (France)[3]
- Pays d'origine :  États-Unis,  Italie[4],[1],[2]
- Formats : couleur (Technicolor) — 70 mm (Super Technirama) — 2,20:1 et 2,35:1 — son stéréo 6 pistes et stéréo 4 pistes pour les copies 2,35:1
- Genre : film historique épique
- Durée : 184 minutes
- Dates de sortie :
  -  Italie : 24 octobre 1961
  -  États-Unis : 14 décembre 1961
  -  France : 21 février 1962
- (fr) Classifications CNC : tous publics, Art et Essai (visa d'exploitation no 25360 délivré le 8 décembre 1961)
- Affiches : Macario Gómez Quibus (Espagne), Gilbert Allard (France)

## Distribution

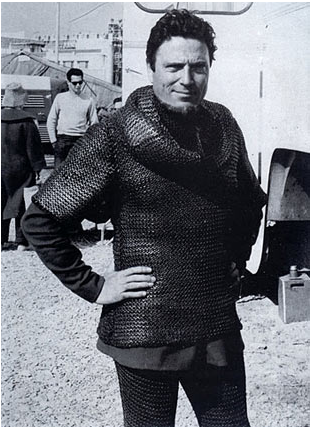
Raf Vallone (le comte Ordóñez), en marge du tournage

- Charlton Heston (V.F : René Arrieu) : Rodrigue (Le Cid)
- Sophia Loren (V.F : Claude Gensac) : Chimène
- Raf Vallone (V.F : Jacques Dacqmine) : comte Ordóñez
- Geneviève Page (V.F : Geneviève Page) : princesse Urraca
- John Fraser (V.F : Hubert Noel) : le roi Alphonse
- Gary Raymond : le roi Sanche
- Hurd Hatfield : Arias
- Massimo Serato (V.F : William Sabatier) : Fáñez
- Frank Thring : Al Kadir
- Michael Hordern (V.F : Jacques Berlioz) : don Diego
- Andrew Cruickshank (V.F : Louis Arbessier) : comte Gormaz
- Douglas Wilmer (V.F : Jean-Claude Balard) : Moutamin
- Ralph Truman (V.F : Jean-Henri Chambois) : le roi Ferdinand
- Christopher Rhodes (V.F : Georges Atlas) : don Martin, champion du roi de Castille
- Herbert Lom (V.F : Paul-Émile Deiber) : Ben Youssouf
- Carlo Giustini (V.F : Albert Medina) : Bermudez, compagnon du Cid
- Fausto Tozzi : Dolphos
- Tullio Carminati : un prêtre
- Nerio Bernardi : un soldat
- Barbara Everest : la mère supérieure
- ??? (V.F : Roland Ménard) : narrateur

## Production

### Tournage
Les scènes d'extérieur ont été tournées à Peñiscola (Espagne), dont les fortifications représentaient les murailles de Valence.
Certaines scènes furent tournées dans et à l'extérieur (on voit le château au loin pendant le tournoi) du château de Belmonte (Espagne). Les villageois furent enrôlés plusieurs jours comme figurants pendant le tournage.
Le grand médiéviste Ramón Menéndez Pidal fut conseiller du film pour les aspects historiques.
Le rôle de Chimène fut initialement attribué à Sara Montiel, alors épouse d'Anthony Mann, qui était à l'époque la star espagnole la plus connue aussi bien par ses films que par ses chansons. Sara Montiel ne voulut pas interrompre une carrière à base de films musicaux, chaque film étant accompagné à sa sortie par un album 33 tours, qui connaissaient un triomphe dans le monde entier. Elle refusa donc le rôle et conseilla à Anthony Mann d'engager Sophia Loren. Anthony Mann avoua par la suite qu'il préférait le rôle plus dense de la princesse Urraca qu'il confia à Geneviève Page et négligea quelque peu Sophia Loren durant le tournage. Pour se racheter, il lui confia le rôle principal de son film suivant, le fabuleux péplum La Chute de l'empire romain , devenu un film culte pour de nombreux cinéphiles, malgré son échec public. Dans une interview au journaliste Henry-Jean SERVAT, publiée dans Libération et dans son livre 'Secrets de tournage' (Editions Le Pré-aux-Clercs'), Charlton Heston lui confia que, de toutes les actrices avec lesquels il avait tourné, Geneviève Page restait celle qui l'avait le plus impressionné, qui s'était révélée totalement magnifique à chaque instant du tournage.

### Chanson du film
The Falcon and The Dove, paroles de Paul Francis Webster et musique de Miklós Rózsa, interprétée par des chœurs.

## Critiques

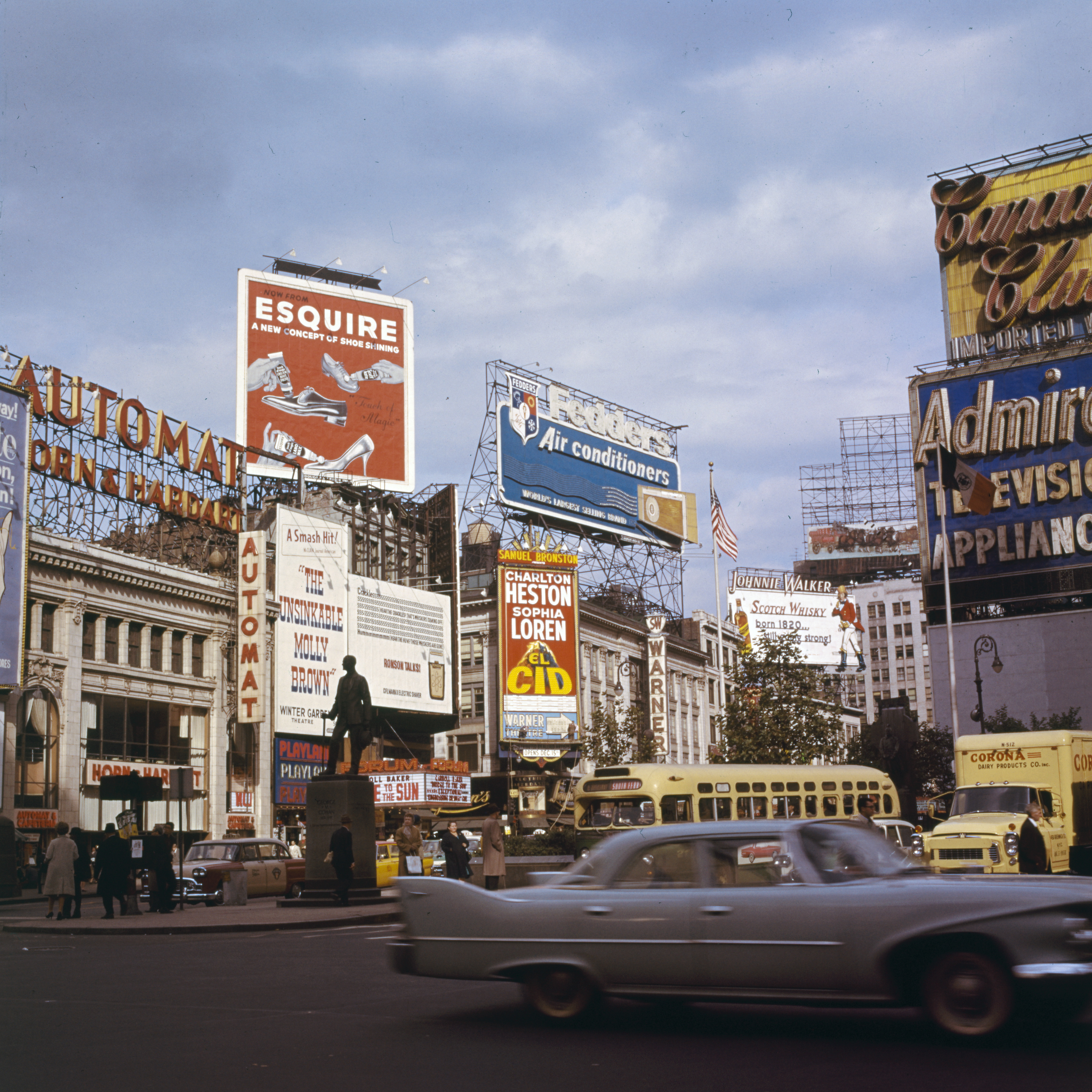
Le Cid à l'affiche sur Times Square et Broadway, dans les années 1960.

Martin Scorsese, qui appuya la restauration du film en 1993, considère Le Cid comme un des plus grands films épiques jamais tournés.
En russe, mais la traduction automatique est possible, l'article Défilé de curiosités de Sergueï Anachkine dans le numéro 3 de Iskoustvo Kino en mars 1999 consacre un paragraphe important à ce film 

## Récompenses
- Le Cid a été nommé pour trois Oscar en 1962 :
  - Oscar de la meilleure direction artistique : Veniero Colasanti et John Moore
  - Oscar de la meilleure musique de film pour Miklós Rózsa
  - Oscar de la meilleure chanson originale : The Falcon and The Dove, paroles de Paul Francis Webster et musique de Miklós Rózsa[6]
- Anthony Mann a été nommé pour le Golden Globe du meilleur réalisateur.
- Samuel Bronston a obtenu le 1962 Special Merit Award.
- Robert Krasker a obtenu le Best Cinematography Award 1961 par la British Society of Cinematographers.

### Sujets connexes

#### Œuvres littéraires
- El Cantar de mío Cid (XIIe siècle), chanson de geste composée vers 1128 en vers de longueur variable, publiée par Tomás Antonio Sánchez au XVIIIe siècle.
- Historia del muy noble poderoso caballero el Cid Ruy Dias, Lisbonne, 1615.
- Las Mocedades del Cid, épopée dramatique de Guilhem de Castro, 1618.
- Le Cid, tragi-comédie de Pierre Corneille, 1636.

#### Sur la vie du Cid
- Robert Southey a recueilli dans sa Chronicle of the Cid, from Spanish (Londres, 1808, in-4), tout ce que les romanceros racontent du héros espagnol.
- Reinhart Dozy a publié dans ses Recherches sur l'histoire de l'Espagne au Moyen Âge un précieux fragment d'une Vie du Cid, en arabe, écrite en 1109.
- Auguste Creuzé de Lesser a traduit en partie en 1814 le Roman du Cid.
- Antony Rénal, en 1842, et Jean-Joseph-Stanislas-Albert Damas-Hinard, en 1858, l'ont traduit en entier.

#### Cinéma
- 1962 : L'Épée du Cid, film hispano-italien de Miguel Iglesias.
- 1971 : Les fantômes en armure sont réutilisés pour le film L'Apprentie sorcière des studios Disney.
- 1981 : Rody le petit Cid, dessin animé.